# ブラッド・ギャレット
ブラッド・ギャレット（Brad Garrett、1960年4月14日 - ）は、アメリカ合衆国の俳優・声優・コメディアン・プロデューサー。
ディズニー映画に多数出演している。

## 来歴
長身で特徴のある声を持つ個性派俳優のギャレットは、1960年にカリフォルニア州ロサンゼルス市ウッドランドヒルズで生まれる。地元の高校を卒業してからUCLAへ進学するが、わずか6週間で中退し、スタンダップコメディアンとして活動し始める。コメディアンへ転向してからは主にロサンゼルス周辺のクラブで活動。1984年に新人発掘番組の“スター・サーチ”へ出演して優勝。賞金$100,000を得た最初の出場者だった。それがきっかけで順調にキャリアを重ねていき、ダイアナ・ロスやライザ・ミネリ、フランク・シナトラ、サミー・デイヴィスJr.、ザ・ビーチ・ボーイズなどの前座を務めたこともあった。
しばらくしてギャレットは活動の場をスタンダップコメディーの舞台からテレビへ移そうと決心し、数多くのテレビ番組への出演を果たす。特に特徴ある低音ボイスを活かして、テレビアニメや長編アニメ映画などでは声優として出演。コメディアンとして持つコメディーセンスも活かし、俳優としてもたちまち人気になり、シットコム『HEY!レイモンド』では2002年、2003年、2005年にエミー賞を受賞した。2005年には、ネイサン・レインとマシュー・ブロデリックが出演したブロードウェイ・ミュージカルの『Odd Couple』にも登場し、ユーモラスな演技を披露。映画でも存在感を見せており、ヴィン・ディーゼルがコメディーに初挑戦した『キャプテン・ウルフ』にもクセのある教頭役で顔を出している。
私生活では1999年にガールフレンドだったジル・ディーヴンと結婚し、2人の子供の父親になったが2007年に離婚している。

## 出演作品

### 映画
- キャスパー Casper (1995) ファッツォの声
- スパイ・ハード Spy Hard (1996) ガードの声
- A Delicatessen Story (1996)
- George B. (1997)
- Suicide Kings (1997)
- バグズ・ライフ A Bug's Life (1998) ディムの声
- ギター弾きの恋 Sweet and Lowdown (1999)
- カントリーベアーズ The Country Bears (2002) フレッドの声
- スチュアート・リトル2 Stuart Little 2 (2002)
- ファインディング・ニモ Finding Nemo (2003) ブロートの声
- ガーフィールド Garfield (2004) ルカの声
- The Moguls (2005)
- キャプテン・ウルフ The Pacifier (2005)
- アステリックスとヴァイキング Asterix and the Vikings (2006) オベリックスの声
- ナイト ミュージアム Night at the Museum (2006) モアイ像の声
- レミーのおいしいレストラン Ratatouille (2007) オーグスト・グストーの声
- 鉄ワン・アンダードッグ Underdog (2007) 犬の声
- ラブソングができるまで Music and Lyrics (2007)
- ナイト ミュージアム2 Night at the Museum: Battle of the Smithsonian (2009) モアイ像の声
- 塔の上のラプンツェル Tangled (2010) フックハンドの声
- プレーンズ Planes (2013) チャグの声
- ナイト ミュージアム/エジプト王の秘密 Night at the Museum: Secret of the Tomb (2014) モアイ像の声
- プレーンズ2 ファイアー＆レスキュー Planes: Fire & Rescue (2014) チャグの声
- ミュータント・ニンジャ・タートルズ : 影<シャドウズ> Teenage Mutant Ninja Turtles: Out of the Shadows (2016) クラングの声
- ファインディング・ドリー Finding Dory (2016) ブロートの声
- プーと大人になった僕 Christopher Robin (2018) イーヨーの声
- グロリア 永遠の青春 Gloria Bell (2018) ダスティン・メイソン役
- 星つなぎのエリオ Elio (2025) グライゴンの声

### テレビドラマ
- ロザンヌ Roseanne (1991)
- Lois & Clark: The New Adventures of Superman (1993)
- あなたにムチュー Mad About You (1996)
- となりのサインフェルド Seinfeld (1996)
- ハリウッド・ナイトメア Tales from the Crypt (1996)
- HEY!レイモンド Everybody Loves Raymond (1996 - 2005)
- TVキャスター マーフィー・ブラウン Murphy Brown (1998)
- The King of Queens (1998)
- Til Death (2006-2008)
- 名探偵モンク Monk (2008)
- クレイジーワン ぶっ飛び広告代理店 The Crazy Ones (2013 - 2014)
- FARGO/ファーゴ Fargo (2015)
- LAW & ORDER:性犯罪特捜班 Law & Order: Special Victims Unit (2016)
- THIS IS US 36歳、これから This Is Us (2016)

### テレビアニメ
- 戦え!超ロボット生命体トランスフォーマー2010 Transformers (1984)
- Rock 'n' Wrestling (1985)
- リアル・ゴーストバスターズ The Real Ghost Busters (1987)
- ザ・アドベンチャーズ・オブ・ドン・コヨーテ＆サンチョ・パンダ The Adventures of Don Coyote and Sancho Panda (1990)
- ウォーリーをさがせ! Where's Waldo? (1991)
- トムとジェリー キッズ Tom & Jerry Kids Show (1992)
- パパはグーフィー Goof Troop (1992)
- Eek! the Cat (1992-1997)
- マルスピラミ Marsupilami (1993)
- トゥーストゥーピッドドッグス 2 Stupid Dogs (1993-1995)
- バイカーマイス Biker Mice from Mars (1993-1996)
- The Tick (1994)
- バットマン Batman (1994)
- フィリックス The Twisted Tales of Felix the Cat (1995)
- ファンタスティック・フォー Fantastic Four (1995)
- クワック・パック Quack Pack (1996)
- アースワームジム Earthworm Jim (1996)
- ライオン・キングのティモンとプンバァ Timon & Pumbaa (1995 - 1996)
- キャスパー Casper (1996)
- スーパーマン Superman (1996-1997)
- デクスターズラボ Dexter's Laboratory (1996, 1997, 2003)
- 101匹わんちゃん 101 Dalmatians: The Series (1997)
- ヘラクレス Hercules (1998)
- スティーブン・スピルバーグのトゥーンシルバニア Toonsylvania (1998)
- スペース・レンジャー バズ・ライトイヤー  Buzz Lightyear of Star Command (2000)
- ハウス・オブ・マウス House of Mouse (2001-2002)
- キム・ポッシブル Kim Possible (2002)
- オジー&ドリックス Ozzy & Drix (2002)
- ジャスティス・リーグ Justice League (2003)
- キャンプ・コーラル:スポンジ・ボブのアンダーイヤー Kamp Koral: Spongebob's Under Years (2021-2024)

### 劇場版アニメ
- 魔女の宅急便（1989、英語吹替）
- 宇宙家族ジェットソンザ・ムービー Jetsons: The Movie (1990)
- バグズ・ライフ A Bug's Life (1998)
- カントリーベアーズ The Country Bears (2002)
- ファインディング・ニモ Finding Nemo (2003)
- 紅の豚 （2005、英語版吹替）
- アステリックスとヴァイキング Asterix and the Vikings (2006)
- レミーのおいしいレストラン Ratatouille (2007)
- 塔の上のラプンツェル Tangled (2010)
- プレーンズ Planes (2013)
- ファインディング・ドリー Finding Dory (2016)
- シュガー・ラッシュ:オンライン Ralph Breaks the Internet (2018)
- 星つなぎのエリオ Elio (2024)

### OVA
- マイティ・ダックス・ザ・ムービー:ザ・ファースト・フェイス・オフ Mighty Ducks the Movie: The First Face-Off (1996)
- 史上最強のグーフィー・ムービー Xゲームで大パニック! An Extremely Goofy Movie (2000)
- トムとジェリー 火星へ行く Tom and Jerry Blast Off to Mars! (2005)
- ミッキーの80日間世界一周 Mickey's Around the World in 80 Days (2005)
- ターザン2 Tarzan II (2005)